# Marcia Narloch
Marcia Narloch (Joinville, 28 de março de 1969) é uma ex-maratonista brasileira.

## Início
Iniciou a carreira aos 13 anos, após ser descoberta durante um cooper em Florianópolis. Passou a integrar a equipe da Universidade Federal de Santa Catarina, especializando-se em provas de longa distância, e aos 18 anos tornou-se atleta profissional. Natural de Joinville, transferiu-se para Florianópolis para auxiliar a irmã, conciliando os estudos com o trabalho em uma tapeçaria.

## Carreira
Foi campeã da Maratona de São Paulo por três vezes: 1999, 2000 e 2005. Em 2000, obteve a 6ª colocação na Corrida de São Silvestre e, em 2002, foi vencedora da Volta Internacional da Pampulha. Venceu três vezes seguidas a Maratona de Porto Alegre: 1998, 1999 e 2000.
Seu primeira participação nos Jogos Pan-Americanos foi em Winnipeg (1999). Disputando a prova dos 10.000 metros, terminou na 6ª posição. Em 2003, foi campeã da maratona nos Jogos Pan-Americanos de Santo Domingo e medalhista de prata em 2007, no Rio de Janeiro, sendo superada pela cubana Mariela Gonzalez. Participou dos Jogos Olímpicos de Barcelona (1992), Atlanta (1996) e Atenas (2004), conquistando a 17ª colocação em 1992 e a 39ª posição em 1996. Nas Olimpíadas de Atenas, Marcia não aguentou e abandonou a prova.
Em 7 de maio de 2000, na Maratona Internacional de Porto Alegre, estabeleceu a melhor marca de uma atleta brasileira em território brasileiro, com o tempo de 2h34min18s. No ano de 2003, em Hamburgo, fez sua melhor marca na maratona, com 2h29min59s.
Formada em Educação Física, após a aposentadoria das pistas tornou-se personal trainer no Rio de Janeiro, onde mora desde os 18 anos.